# Gamba (Großgemeinde)

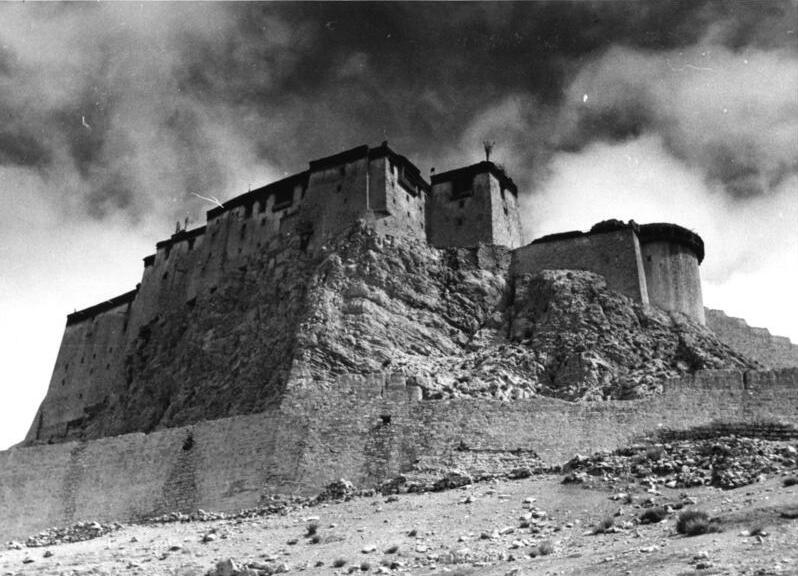
Festung Kampa Dzong 1938

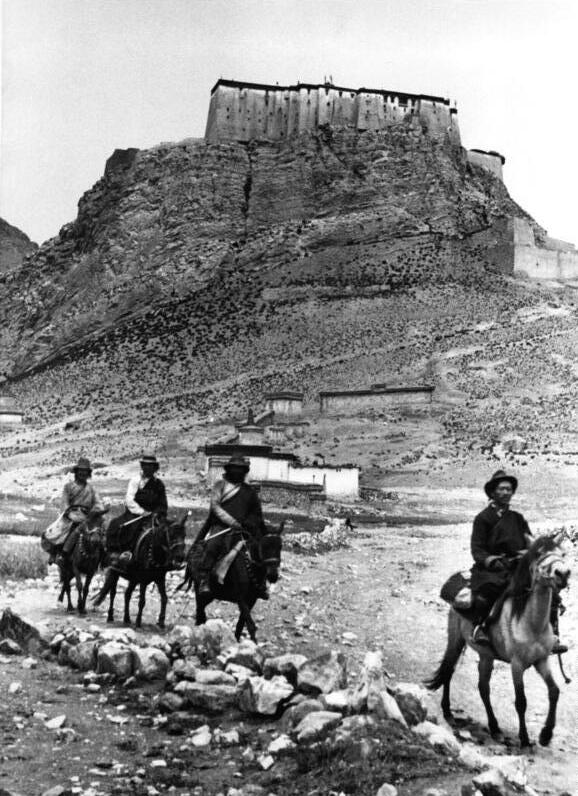
Kampa Dzong, 1938. Kellas verstarb 1921 in der Nähe dieses Ortes, der ein wesentlicher Meilenstein auf dem Weg zum Mount Everest war.

Karte der Region östlich des Mount Everest. Die rot gepunktete Linie zeigt den Weg der Erkundungsexpedition des Jahres 1921, die über Kampa Dzong führt

Gamba (chinesisch 岗巴镇, Pinyin Gǎngbā Zhèn, tibetisch གམ་པ་རྫོང Wylie gam pa rdzong, Kampa Dzong, Khamber Jong, Khampa Dzong) ist eine Großgemeinde im Kreis Gamba des Regierungsbezirks Xigazê im Autonomen Gebiet Tibet der Volksrepublik China. Die Fläche beträgt 681,5 Quadratkilometer und die Einwohnerzahl 3.417 (Stand: Zensus 2020). Die Großgemeinde Gamba ist Hauptort und Sitz der Kreisregierung von Gamba. Sie liegt nahe der Grenze zum indischen Bundesstaat Sikkim. Der Ort ist bekannt für seine gleichnamige, historisch bedeutsame Festung, die nur noch als Ruine existiert. Gamba war angeblich die Geburtsstätte des traditionellen tibetischen Teppichknüpfens.

## Geschichtliche Bedeutung der Festung
1903 kam der britische Major Francis Younghusband mit 500 Soldaten für fünf Monate nach Tibet in die Festung Kampa Dzong. Der Vizekönig von Indien Lord Curzon hatte ihn beauftragt, hier mit Tibet über Handelsbeziehungen zu verhandeln. Hintergrund war die Sorge der Briten vor wachsendem Einfluss Russlands in Zentralasien (The Great Game).
Die tibetische Regierung ignorierte jedoch die Aufforderung der Briten. Da der Dalai Lama den Briten nicht nachgab, zog Younghusbands Expeditionskorp 1904 nach Lhasa, das er am 3. August 1904 blutig eroberte (britischer Tibetfeldzug). Dort wurde den Tibetern am 7. September 1904 ein Handelsvertrag, die britische Oberhoheit über Sikkim und ein britischer Stützpunkt in Lhasa aufgezwungen.

## Kampa Dzong und die britischen Mount-Everest-Expeditionen
Auf Grund seiner Zusammenarbeit mit Sherpas wurde dem britischen Bergsteiger, Chemiker und Forscher zur Höhenkrankheit Alexander Mitchell Kellas zu Beginn des 20. Jahrhunderts klar, dass der Weg zum Everest über Kampa Dzong führte. Kellas führte zwischen 1907 und 1921 acht große Expeditionen nach Asien durch. Dabei reiste er überwiegend als einziger Europäer begleitet von nur wenigen nepalesischen Trägern. Der zutiefst patriotische Kellas gehörte zu den Personen, für die der Mount Everest den „dritten Pol“ darstellte, der unbedingt von den Briten als Erste zu besteigen sei. Am 22. Februar 1916 schrieb er an seinen späteren Expeditionskollegen Sandy Wollaston:

„Wir haben die Pole verfehlt, nachdem wir mehr als 300 Jahre die Meere beherrscht haben und wir werden ganz sicher nicht die Chance verstreichen lassen, das Gebiet rund um den Mount Everest zu erkunden, nachdem wir für mehr als 160 Jahre die dominierende Macht in Indien waren.... Ich wäre stolz mit zwei bis 10 Trägern dahin zu gehen, ja sogar solo zu gehen, um dieses bisschen Erkundung für Großbritannien zu sichern.“

Kellas’ Überlegungen beruhten darauf, dass Kampa Dzong von Sikkim aus erreicht werden konnte, wenn man dem Fluss Teesta folgte. Von Kampa Dzong führte der Weg nach Nordwesten, wo man den Fluss Arun, einer der wesentlichen Hindernisse auf dem Weg zum Everest, überqueren konnte. Folgte man dann dem Arun, erreichte man das Kharta-Tal östlich des Mount Everest, dem man bis zum Langma La folgte. Über diesen Pass gelangte man ins Kama-Tal und konnte von da aus die Kangshung-Flanke des Everest erreichen. Es war eine Route, die traditionell von Hirten genutzt wurde, die ihre Herden auf die Sommerweiden unterhalb des Mount Everest trieben, die bislang jedoch noch nie von Europäern genutzt worden war. Lange bevor die erste britische Mount-Everest-Expedition startete, hatte Kellas Sherpas erfolgreich damit beauftragt, mit seiner Kamera Gebiete östlich von Kampa Dzong zu fotografieren. Die Sherpas brachten dabei Panoramafotos zurück, die den Rabkar-Gletscher östlich des Langma La zeigten.
Kellas hatte außerdem umfangreiche Pläne ausgearbeitet, wie man gegebenenfalls auch ohne Genehmigung tibetischer Behörden in diese Region eindringen konnte. Unter anderem wollte er durch Sherpas, denen er vertraute, Depots mit Lebensmitteln und Ausrüstungsgegenständen in den unbewohnten Tälern westlich des Kangchendzönga-Gletschers anlegen lassen. Kellas vertraute diese Route unter anderem seinem Freund John Noel an, mit dem er vereinbarte, mit ihm nach Ende des Ersten Weltkriegs auf diesem Weg ins Gebiet vorzudringen.
Der von einer Darminfektion geschwächte Kellas überlebte die Britische Expedition von 1921 in dieses Gebiet nicht. Er starb am 5. Juni 1921 unweit von dem Ort und wurde am 6. Juni 1921 an einem Hang südlich von Kampa Dzong beerdigt.
Gamba bzw. Kampa Dzong war auch die Ausgangsposition für die Britische Mount-Everest-Expedition im Jahre 1922.